# Contact Dermatitis
Contact Dermatitis is een internationaal, aan collegiale toetsing onderworpen wetenschappelijk tijdschrift op het gebied van de allergieën en dermatologie. Het wordt uitgegeven door Wiley-Blackwell namens de European Society of Contact Dermatitis en verschijnt 12 keer per jaar.